# ラストタンゴ・イン・アカプルコ
『ラストタンゴ・イン・アカプルコ』（The Last Tango in Acapulco）は、1973年に公開されたアメリカ合衆国のハードコアポルノ映画。主演女優はベッキー・シャープ (Becky Sharpe)。タイトルはベルナルド・ベルトルッチ監督の1972年のイタリア映画『ラストタンゴ・イン・パリ (Ultimo tango a Parigi - (Last Tango in Paris)) 』のパロディであるが、内容に類似は見られない。ポルノ映画としては120分の長尺であり、それなりに練られたストーリーを持っている。最終的には男女間の愛に性行為は不可欠か否かというテーマが語られる、逆説的なポルノと言える。

## あらすじ
シャープ演じるロサンゼルス在住の若い女性スージーは、内縁の妻に逃げられ悶々とする実父のジョーに処女を奪われてしまう。その後もスージーは繰り返し父親と性交渉を持つ。元々（父親としてとはいえ、）ジョーに好意を持っていたスージーは、その都度オーガズムに達し、女として開花していく。そして遂にスージーはジョーの子を身ごもる。女性カウンセラーは中絶を望むスージーに対し、未婚の母に対する福祉の充実を説明し産むことを進めるが、お腹の子の父親が彼女の実父であるという、スージーの涙ながらの訴えを聞き、直ちに中絶の手配をとる。
ジョーはアルコール依存症のために職を失う。生計を立てるためスージーは成り行きから売春に手を染める。若く美しいスージーは売れっ子となり、自分自身の「商品価値」を自覚していく。ある客からメキシコのアカプルコでの密会を持ちかけられ、了承したスージーはアカプルコに向かう。機内でスージーはハンサムな闘牛士ミゲールに出会った。ミゲールのアカプルコの別荘に招待され、二人は愛し合う。スージーは父親以外との行為で初めてオーガズムに達する。彼女を誘った｢客」から、妻がお目付け役として同行したため、スージーと会えなくなった旨の連絡が入り、スージーとミゲールは心置きなく愛し合った。
そんな時ロサンゼルスの警察より、父親のジョーが殺害されたと連絡が入った。不安を感じながらもミゲールに戻ることを約束し、父親の葬儀のためスージーは一旦帰国した。しかし、父親に宛てた手紙からスージーの売春行為が当局に発覚しており、彼女は逮捕され2ヶ月間服役することとなった。出所してアカプルコに戻った彼女を待っていたのは、残酷な事実だった。ミゲールは闘牛の競技中に事故に遭い、男性器を損傷して不能になってしまったという。ミゲールは、もはや彼がスージーを性的に満足させることが出来ないので、スージーに帰国して別の幸せを見つけて欲しいと説得した。
スージーは途方にくれた。彼女はミゲールを愛しており、一緒に暮らしたいと思っていた。また彼の子を妊娠してもいた。相談を受けたミゲールの親友は、やはりミゲールのプライドも考え、一旦離れた方が良いとアドバイスした。そして、いつか時間が解決してくれる可能性も示唆した。心を残しながらスージーは生まれた我が子をミゲールに託し帰国した。帰国後、彼女は売春婦を続けた。常に相手がミゲールだと思って｢本気で」性行為に臨んだため、彼女は凄腕の売春婦となっていった。
多額の財産を得たスージーの元に、ミゲールから戻ってきて欲しいという連絡が入る。最早あらゆるセックスを体験し尽したと思っていたスージーは、セックス抜きでもミゲールと暮らしていけるという自信を得ていた。スージーは愛する人と6歳になっている息子の待つアカプルコへと旅立った。